# 川村一代
川村 一代（かわむら かずよ、1962年9月5日 - ）は、日本の女優、インタビュアー。大阪府出身。

## 人物・来歴
城星学園高等学校卒業。
1980年代から1990年代にかけてテレビドラマを中心に活躍した。
公的な活動が確認できるのは2001年までで、それ以降のことは知られていない。

## 出演

### テレビドラマ
- 新・必殺仕事人 第9話「主水 留守番する」（1981年） - 念仏講の女
- 赤かぶ検事奮戦記(2)・ヘアー（第6回）（1982年1月8日）
- 北帰行殺人事件（1982年4月17日・土曜ワイド劇場）
- 夜の誘惑者・避暑地の恐怖、金髪美女を狙う吸血の牙 （1982年8月14日・ザ・サスペンス）
- 白き牡丹に（1982年10月4日 - 1983年4月1日）
- 海にかける虹〜山本五十六と日本海軍（1983年1月2日・12時間超ワイドドラマ）
- おゆう（1983年4月4日 - 1983年9月30日）
- 父と娘　空白の18年（1983年4月28日・木曜ゴールデンドラマ）
- 新・松平右近　瞼の父の子守唄（第7回）（1983年）
- 岡っ引どぶ(5)・風車殺人事件（1983年6月3日・時代劇スペシャル）
- はだしの未亡人 義弟、夫の同僚 上司が狙う! （1983年7月11日・月曜ワイド劇場）
- 外科医 城戸修平 第11話「涙の17歳」（1983年7月19日、TBS / 木下プロダクション）
- 昭和四十六年大久保清の犯罪・戦後最大の連続女性誘拐殺人事件（1983年8月29日・TBS特別企画）
- 密偵（1983年12月22日・時代劇スペシャル）
- 大江戸捜査網 第585話「刺青殺人 妖艶やわ肌秘図」（1983年、テレビ東京 / 三船プロ）
- 団地殺人事件・妻たちの危険な昼下り（1984年1月14日・ザ・サスペンス）
  - 団地殺人事件II・妻たちの危険な関係（1984年6月2日・ザ・サスペンス）
- 流れ星佐吉 第20話「大江戸純情物語」（1984年8月14日、関西テレビ / 松竹）
- ロマンス（1984年4月2日 - 9月29日・NHK朝の連続テレビ小説）
- 密会の宿(1)　密会の宿殺人事件・義姉の白い肌が夫を襲う…女美容師の完全犯罪（1984年11月3日・土曜ワイド劇場）
- 西村京太郎トラベルミステリー6・寝台特急「北陸」殺人事件（1985年1月5日・土曜ワイド劇場）
- 新宿みだれ髪（1986年3月7日・金曜女のドラマスペシャル）
- 特捜最前線　テレクラ嬢殺人事件・亡霊からのラブコール!（第479回）（1986年8月21日）
- 武田信玄（1988年1月10日 - 12月18日・NHK大河ドラマ）
- 殺したい女(1)（1988年3月21日 - 3月24日）
- 万歳!奇蹟の赤ちゃん出産・看護婦青春物語（1988年4月19日・火曜スーパーワイド）
- 変身する女・桂木亜紀子　きもの学院連続殺人事件（1988年7月30日・土曜ワイド劇場）
- 泣くなセン!燃える男・星野仙一物語（1988年12月31日・大晦日特別企画）
- 華の別れ（1989年1月4日 - 3月31日）
- 赤ひげ（1989年4月1日・TBS大型時代劇スペシャル）
- 鬼怒川渓谷湯けむり殺人行（1989年5月27日・土曜ワイド劇場）
- 夏の嵐（1989年7月3日 - 10月6日）
- 鬼平犯科帳(1)・盗法秘伝（第16回）（1989年）
- ソープ嬢モモ子シリーズ(6)・芸者モモ子の復活（1989年10月30日・月曜ドラマスペシャル）
- 東京ストーリーズ・君とひとつになりたい（第17回）（1990年2月22日）
- 神谷玄次郎捕物控・秘密（第3回）（1990年）
- アリスの穴の中で・父さんが子供を産むことになった理由（わけ）（1990年9月3日・月曜ドラマスペシャル）
- 君の名は（1991年4月1日 - 1992年4月4日）
- はぐれ刑事純情派(4)・痴漢に間違えられた安浦刑事（第8回）（1991年5月22日） - 尾形真紀子 役
- 大岡越前（第12部）・悪に溺れた凄腕同心（第3回）（1991年10月28日）
- 名奉行 遠山の金さん （第4シリーズ）・覗かれた尼寺（第1話）（1991年11月7日） - 妙春尼
- 世にも奇妙な物語(3)・顔（1992年5月7日）
- 刑事ガンさん(1)・京都葵祭り失跡事件（1992年7月6日・月曜ドラマスペシャル）
- 腕におぼえあり(2)（1992年9月4日 - 11月27日） - よね
- 真夏のサンタクロース（1992年9月14日・月曜ドラマスペシャル）
- 七人の女弁護士(3)・盗み撮りされた女!殺意の女子社員寮…（第9回）（1993年3月4日）
- 丘の上の向日葵（1993年4月11日 - 6月27日）
- 香華（1993年8月23日・8月30日、日本名作ドラマ）
- 松本清張スペシャル・Dの複合（1993年9月10日・金曜エンタテイメント）
- タクシードライバーの推理日誌(2)・昼下がりの危険な乗客（1993年10月2日・土曜ワイド劇場）
- 交通刑務所・刑務官(1)・その夜、車はなぜ別の道を通ったか?女囚の賭け・私は火の国の女、あの男を許さない!（1995年5月29日・月曜ドラマスペシャル）

### 映画
- ガキ帝国（1981年7月4日・ATG）
- 三等高校生（1982年12月18日・東宝） - 水谷梨江役
- メイン・テーマ（1984年7月14日・東映） - 須磨の幼稚園の先生役
- 愛しのハーフ・ムーン（1987年8月8日・にっかつ） - 工藤由美役
- 永遠の1/2（1987年11月21日・東宝）
- リボルバー（1988年10月22日・シネ・ロッポニカ）
- おいしい結婚（1991年5月18日・東宝） - フロントA役
- 39 刑法第三十九条（1999年5月1日・松竹） - 美幸（啓輔の母）役

### 舞台
- 白蘭（1991年）

### ゲーム
- ワンチャイコネクション（1994年11月22日・セガ） - ミッシェル蘆(ラム)役
- ユーラシアエクスプレス殺人事件（1998年11月26日・エニックス） - カレン浅利役
- es（エス）（2001年4月5日・セガ） - 中村みやこ役

### 書籍
- マイセルフヘルプ（myselfhelp）・こまった時に読んでみて（2001年4月25日・愛育社） ISBN 9784750001012